# Killerman
Pour plus de détails, voir Fiche technique et Distribution.
Killerman est un  film d'action américain réalisé par Malik Bader, sorti en 2019.

## Synopsis
Moe Diamond (Liam Hemsworth), blanchisseur d'argent New-Yorkais, se réveille sans mémoires et avec des millions d'argent volé ainsi que de la drogue . Il devra chercher des réponses tout en fuyant des policiers violents et corrompus.

## Fiche technique
- Titre original : Killerman
- Scénario et réalisation : Malik Bader
- Musique : Julian DeMarre et Heiko Maile
- Photographie : Ken Seng
- Montage : Rick Grayson
- Distribution : Blue Fox Entertainment
- Dates de sortie :
  -  États-Unis : 30 août 2019
  -  France : 4 janvier 2020 en DVD

## Distribution
- Liam Hemsworth (VQ : Gabriel Lessard) : Moe Diamond / Frank Killerman
- Emory Cohen (VQ : François-Simon Poirier) : Bobby «Skunk» Santos, le neveu de Perico
- Diane Guerrero (VQ : Éveline Gélinas) : Lola
- Zlatko Buric (VQ : Manuel Tadros) : Perico, l'oncle de Skunk
- Suraj Sharma : Fedex
- Nickola Shreli : (VQ : Adrien Bletton): Leon Duffo, un policier corrompu
- Mike Moh : un policier corrompu
- Malik Bader : (VQ : Frédéric Desager): Martinez

 Source et légende : version québécoise (VQ) sur Doublage.qc.ca

## Accueil critique
Killerman a obtenu  une critique de 19 % sur le site spécialisé Rotten Tomatoes.